# Amokfahrt von Stuttgart und Möglingen
Bei der Amokfahrt von Stuttgart und Möglingen wurden am 1. Mai 1949 von dem US-amerikanischen Militärpolizisten Russel Jones drei Menschen getötet.

## Der Täter
Russel Jones gehörte als Militärpolizist der US-Armee in Stuttgart-Zuffenhausen an. Am 9. September 1949 wurde er zu lebenslanger Haft verurteilt. Er starb im April 1977.

## Die Tat
Am Samstag, 30. April 1949, betrank sich Jones in einem Club auf dem Kasernengelände. Anschließend bekam er bei einer Rangelei mit anderen Soldaten einen Faustschlag ab. Später wurde er erneut streitsüchtig und von einem Vorgesetzten zu Bett gebracht. Als er wieder aufwachte, verließ er, mit seinem Schlagstock bewaffnet, mit einem Jeep das Gelände. An einer Tankstelle in Feuerbach schlug er mit dem Schlagstock den deutschen Industriepolizisten (I. P.) Alois M. zusammen, entwendete dessen M1-Karabiner und schoss damit auf den Schwerverletzten. Jones fuhr zunächst zurück ins Hauptquartier, kam dann aber nochmal zurück, um seinen zerbrochenen Schlagstock zu entsorgen. Alois M. starb bei der Einlieferung ins Krankenhaus.
Jones fuhr nach Bad Cannstatt, wo er Ruth S., die mit ihrer Freundin Gertrud M. und ihrem Freund Leonid R. auf dem Heimweg war, aufforderte, in den Jeep zu steigen. Ruth S. versuchte wegzulaufen, worauf Jones ihr in den Rücken schoss und sie tödlich traf. Anschließend forderte er Gertrud M. auf, zu ihm in den Wagen zu steigen, was sie auf Anraten von Leonid R. auch tat. Jones versuchte, sich an ihr zu vergehen. Nachdem die Frau ihn überredet hatte, woandershin zu fahren, konnte sie aus dem anfahrenden Wagen springen und sich in Sicherheit bringen. Etwa 100 Meter weiter traf Jones auf Fritz N. mit seiner Begleitung. Nachdem er diese ansprach, ging Fritz N. auf ihn zu, woraufhin Jones mit dem Karabiner auf ihn schoss und ihm ins Herz traf. Die flüchtende Frau machte einen Polizisten auf sich aufmerksam, woraufhin Jones davonfuhr. Der Polizist versuchte, Fritz N. ins Krankenhaus zu bringen, auf der Fahrt dorthin starb er.
Jones fuhr zurück nach Zuffenhausen und stellte gegen vier Uhr den Jeep vor der Kaserne ab. Einer der Wachposten sprach ihn an, woraufhin ihm Jones mit dem Karabiner in den Bauch und auf den Kopf schlug. Er raste Richtung Vaihingen an der Enz davon und bog dann nach Möglingen ab. Dort traf er auf Ingeborg S. und Hildegard R. mit ihren zwei Begleitern. Der Jeep streifte die beiden Frauen, die in den Straßengraben geschleudert wurden. Jones bot an, sie ins Krankenhaus zu fahren. Als Hildegard R. auf dem Beifahrersitz Platz genommen hatte, fuhr er davon. Es kam zu Handgreiflichkeiten, die Frau konnte sich aus dem Fahrzeug fallen lassen und wurde von Passanten in Sicherheit gebracht. 
Als es dämmerte, hielt Jones an einer Scheune und legte sich dort schlafen. Gegen 10.45 Uhr fragte er in Möglingen nach der Polizei und ließ sich auf dem dortigen Polizeiposten widerstandslos festnehmen. Im Laufe des Tages legte er ein schriftliches Geständnis ab.

## Der Prozess
Vom 22. August bis zum 9. September 1949 musste sich Jones im Haus der Gemeinschaft der Freunde Wüstenrot (GdF) in Ludwigsburg vor einem amerikanischen Militärgericht verantworten. Fast alle großen Tageszeitungen in den USA berichteten darüber. Sieben medizinische Sachverständige und viele Zeugen wurden vernommen. Sein Verteidiger Philip Lorber argumentierte, dass Jones nicht gewusst habe, was er tat, und sah seine Trunkenheit als mildernden Umstand. Der Staatsanwalt Major Thomas L. Parsons vertrat die Meinung, Jones habe sich bewusst Mut angetrunken, weil er sich wegen einer gegen ihn verhängten Disziplinarstrafe rächen wollte. Das schriftliche Geständnis beweise, dass er zur fraglichen Zeit klar denken konnte. Zum Abschluss seines Plädoyers rief Parsons dem Vorsitzenden Richter Lt. Col. John M. Ferguson zu: „Geben sie ihm, was er Alois M., Ruth S. und Fritz N. gegeben hat! Geben Sie ihm den Tod!“ Jones wurde wegen dreifachen Mordes, außerdem wegen der unrechtmäßigen Aneignung eines MP-Jeeps, des Raubes eines Karabiners, der versuchten Notzucht und Trunkenheit zu lebenslanger Haft bei schwerer Arbeit verurteilt. Zudem wurde er unehrenhaft aus der Armee entlassen und verlor alle ihm noch zustehenden Bezüge. Er wurde zunächst in ein Militärgefängnis in Ludwigsburg gebracht und wenige Tage später in die Vereinigten Staaten verlegt. Das Urteil wurde am 16. Januar 1950 und am 24. Mai 1950 von der Generalstaatsanwaltschaft der US-Army in Washington bestätigt. Am 7. Juni 1950 wurde es rechtskräftig.

## Quelle
- Amoklauf eines Militärpolizisten. Stuttgarter Zeitung, 17. September 2019.